# ジェームズ・チャマンガ
ジェームズ・チャマンガ（James Chamanga、1980年2月2日 - ）は、ザンビアの元サッカー選手。元ザンビア代表。現役時代のポジションはFW。

## 経歴

### クラブ
代表初得点である南アフリカ共和国代表戦が契機となりザンビアから南アフリカ共和国のバッシュ・バックスFCに移籍。2006年に同クラブが降格するとスーパースポーツ・ユナイテッドFCに移籍、クラブの06-07シーズン得点王に輝いた。2007-08シーズンはモロカ・スワローズFCで14得点を獲得、2007年12月9日のプラチナム・スターズFC戦では6-2の記録的勝利に貢献した。
2008年4月に中国サッカー・スーパーリーグに所属する大連実徳足球倶楽部に移籍。2012年5月6日の天津泰達戦でリーグ出場100試合を達成、彼はこの試合でハットトリックを達成し、4-1の勝利を演出した。
2013年、遼寧宏運足球倶楽部に移籍した。
2018年7月6日、現役引退を発表した。

### 代表
2005年2月26日のボツワナ代表戦で代表初出場。5ヶ月後のCOSAFAキャッスルカップの準決勝の南アフリカ共和国代表戦で代表初得点。
アフリカネイションズカップ2006のメンバーに選抜され、彼はチュニジア代表から得点を奪ったものの、ザンビア代表はグループステージのグループCを3位で終え、決勝ラウンド進出とはならなかった。その後のアフリカネイションズカップ2008ではスーダン代表から得点を奪い3-0での勝利に貢献した。

## タイトル

### 代表
ザンビア
- アフリカネイションズカップ: 2012